# Son Heung-min
Son Heung-min (kor. 손흥민, * 8. Juli 1992 in Chuncheon), im deutschsprachigen Raum bekannt als Heung-min Son, ist ein südkoreanischer Fußballspieler. Er steht seit der Saison 2025 beim Los Angeles FC in der Major League Soccer unter Vertrag und kann als Mittel- und Flügelstürmer eingesetzt werden.

## Verein

### Hamburger SV
Son kam 2008 im Rahmen einer Kooperation zwischen dem Hamburger SV und dem südkoreanischen Fußballverband gemeinsam mit seinen zwei gleichaltrigen Landsleuten Kim Jong-pil und Kim Min-hyeok in die Hansestadt, um das vereinseigene Fußballinternat zu besuchen. Dies war vom Vorsitzenden des Deutsch-Koreanischen Sport- und Kulturvereines (DKSV), Chae Gue-chun, organisiert worden. Son spielte in der Saison 2008/09 in der B-Junioren-Bundesliga, wobei er schon einmal in der A-Junioren-Bundesliga zum Einsatz kam. In der Saison 2009/10 spielte er fest in der A-Jugend. In der Rückrunde kam er zudem sechs Mal in der zweiten Mannschaft in der viertklassigen Regionalliga Nord zum Einsatz und erzielte einen Treffer.
Zur Saison 2010/11 rückte Son in den Profikader auf und erhielt an seinem 18. Geburtstag einen bis 2012 gültigen Profivertrag. Nach starken Vorstellungen in Saisonvorbereitungsspielen wurde sein Zweijahresvertrag nur wenige Wochen später vorzeitig bis 2014 verlängert. Der damalige Trainer des HSV, Armin Veh, bezeichnete Son als „Juwel“. Kurz vor Saisonbeginn 2010/11 zog sich Son in einem Testspiel gegen den FC Chelsea einen Mittelfußbruch zu, nachdem er den Siegtreffer zum 2:1 erzielt hatte, und fiel für sechs Wochen aus. Sein Pflichtspieldebüt gab er am 27. Oktober 2010 im DFB-Pokal-Spiel gegen Eintracht Frankfurt. Sein erstes Bundesligaspiel absolvierte er drei Tage später gegen den 1. FC Köln, in dem er auch sein erstes Tor erzielte. Am 20. November 2010 erzielte er bei der 2:3-Auswärtsniederlage gegen Hannover 96 erstmals zwei Treffer in einem Bundesligaspiel.

### Bayer 04 Leverkusen
Zur Saison 2013/14 wechselte Son innerhalb der Bundesliga zu Bayer 04 Leverkusen. Er unterschrieb einen bis zum 30. Juni 2018 gültigen Vertrag. Sein erstes Spiel für die Werkself bestritt Son beim 3:1-Heimsieg gegen den SC Freiburg am ersten Spieltag am 10. August 2013. Dabei trug er mit seinem Tor zum 2:1 zum Sieg der Leverkusener bei.

### Tottenham Hotspur
Am 28. August 2015 wechselte Son zum englischen Erstligisten Tottenham Hotspur. Er unterschrieb einen bis 2020 gültigen Vertrag. Hier konnte sich der Südkoreaner als Zuarbeiter für den Mittelstürmer Harry Kane rasch einen Stammplatz erarbeiten und spielte mit den Londonern regelmäßig im Europapokal. In der UEFA Champions League 2018/19 gelangte Son mit Tottenham bis ins Endspiel, verlor dort jedoch gegen den Ligarivalen FC Liverpool. Mitte Februar 2020 zog sich der Flügelstürmer im Ligaspiel gegen Aston Villa einen Armbruch zu und fiel langfristig aus. Innerhalb der aufgrund der globalen COVID-19-Pandemie angeordneten Zwangspause gab der Verein am 6. April 2020 bekannt, dass Son ab dem 20. April im Anschluss an seine Quarantäne für drei Wochen bei der südkoreanischen Marine eine verpflichtende Grundausbildung erhält und im Anschluss nach London zurückkehren soll. Durch den Sieg bei den Asienspielen 2018 war er von der vollen Wehrdienstzeit von bis zu zwei Jahren befreit worden. In der Saison 2021/22 wurde Son als erster asiatischer Spieler mit 23 Toren gemeinsam mit Mohamed Salah Torschützenkönig der Premier League. Für diesen Erfolg erhielt Son durch den südkoreanischen Präsidenten Yoon Suk-yeol die Cheongnyong-Medaille, die höchste Auszeichnung für sportliche Leistungen Südkoreas. Zudem wurde er von France Football für den Ballon d’Or 2022 nominiert.
Seit der Saison 2023/24 ist er der Kapitän der Mannschaft. Seine erste Saison als Kapitän beendete er mit 27 Scorerpunkten (17 Tore, 10 Assists) aus 35 Ligaspielen. Nach fast zehn Jahren als Tottenham-Spieler führte er die Londoner am 21. Mai 2025 im Europa-League-Finale in Bilbao als Kapitän auf den Platz und zur ersten internationalen Trophäe seit 41 Jahren. Tottenham gewann 1:0 gegen Manchester United.
Im August 2025 verkündete er seinen Abschied vom Verein, bei dem sein Vertrag noch bis 30. Juni 2026 bestanden hätte.

### Los Angeles FC
Nach zehn Jahren bei den Tottenham Hotspurs wechselte Son im August 2025 zum Los Angeles FC in die US-amerikanische Major League Soccer.

## Nationalmannschaft
Nachdem er 2008 mit Südkorea den zweiten Rang bei der U-16-Asienmeisterschaft belegt hatte, nahm er 2009 mit dem U-17-Nationalteam an der U-17-Weltmeisterschaft in Nigeria teil und erzielte in fünf Spielen drei Tore. Beim Erreichen des Viertelfinals gehörte er zu den Leistungsträgern seines Teams und wird im Turnierbericht als „lauf- und dribbelstarker linker Mittelfeldspieler, gefährlich mit Distanzschüssen“ hervorgehoben.
Am 24. Dezember 2010 wurde Son in den Kader des Asian Cups 2011 in Katar berufen. Beim Turnier kam er mehrfach als Einwechselspieler zum Einsatz und gewann mit der südkoreanischen Mannschaft die Bronze-Medaille.
Am 9. Mai 2014 wurde er von Trainer Hong Myung-bo in den vorläufigen Kader der südkoreanischen Fußballnationalmannschaft für die WM 2014 berufen. Am 17. Juni 2014 im ersten Spiel gegen Russland in der Arena Pantanal in Cuiabá, welches 1:1 ausging, wurde Son zum Man of the Match gewählt.
Im Januar 2015 nahm er erneut am Asian Cup in Australien teil und erreichte mit Südkorea die Silbermedaille. Im Finale gegen Australien erzielte er in der Nachspielzeit der regulären Spielzeit den zwischenzeitlichen Ausgleich zum 1:1.
Bei der Endrunde der Fußballweltmeisterschaft 2018 in Russland erzielte Son zwei Tore. Bei der Niederlage Südkoreas gegen Mexiko verkürzte er durch einen Weitschuss zum Endergebnis von 1:2. Beim Spiel in Kasan gegen Deutschland erzielte er in der 96. Minute den Treffer zum 2:0-Endstand, indem er den Ball bei einem Konter ins von Manuel Neuer verlassene leere deutsche Tor beförderte. Der Sieg reichte jedoch nicht für den Einzug in die K.-o.-Phase aus. Bei den im selben Jahr ausgetragenen Asienspielen konnte er mit seinem Nationalteam den Titel erringen.
2022 sagte Son, das Spiel bei der WM 2018 gegen Deutschland sei das unvergesslichste seiner Karriere gewesen. Er sagte, in Deutschland habe er viel Rassismus erlebt und dadurch eine Menge schwierige Momente durchlebt. Deshalb sei der Sieg gegen Deutschland für ihn eine Genugtuung gewesen.

## Erfolge

### Verein
Los angeles FC
- UEFA Europa League: 2025

### Nationalmannschaft
U-23
- Gold bei den Asienspielen: 2018

## Auszeichnungen
- Nominierung für den Ballon d’Or: 2019 (22. Platz), 2022 (11.)
- Cheongnyong-Medaille: 2022
- Torschützenkönig der Premier League: 2021/22
- Fußballer des Jahres in Südkorea (7): 2013, 2014, 2017, 2019, 2020, 2021 und 2022[21][22]
- Tottenham Hotspur Player of the Year: 2019, 2020
- Spieler des Monats der Premier League (4): September 2016, April 2017, Oktober 2020 und September 2023
- FIFA-Puskás-Preis: 2020

## Sonstiges
- Sein Bruder Son Heung-yun (* 1989) spielte 2013 in der Fußball-Oberliga Hamburg beim SV Halstenbek-Rellingen.[23]
- Im Jahr 2014 war Son in einer Beziehung mit der südkoreanischen Sängerin Bang Min-ah aus der Girlgroup Girl’s Day.